# Liste der Kulturdenkmäler in Holsthum
In der Liste der Kulturdenkmäler in Holsthum sind alle Kulturdenkmäler der rheinland-pfälzischen Ortsgemeinde Holsthum aufgeführt. Grundlage ist die Denkmalliste des Landes Rheinland-Pfalz (Stand: 27. Juni 2022).

## Denkmalzonen
| Bezeichnung                        | Lage                                                              | Baujahr                          | Beschreibung | Bild                           |
| ---------------------------------- | ----------------------------------------------------------------- | -------------------------------- | --- | ------------------------------ |
| Denkmalzone Glashütte              | Auf der Hütte ohne Nummer und 1, Ferschweiler Straße 2 und 3 Lage | ab 1769                          | Bereich zu beiden Seiten der Enz, auf ihrer linken Seite das Schloss (Ferschweiler Straße 2; 1789, Stallungen bezeichnet 1845, Terrassengarten), auf der rechten Bereich der 1769 gegründeten Hütte (Glasproduktion in der Mitte des 19. Jahrhunderts aufgegeben) mit Resten des Hüttengebäudes und des Lagerhauses (Auf der Hütte ohne Nummer); Haus des Glasmeisters (Auf der Hütte 1), Verwalterhaus (Ferschweiler Straße 3), Schleiferei und Schneiderei (Ferschweiler Straße, neben Nr. 3), Weiher | Fotos hochladen                |
| Denkmalzone Ferschweiler Straße    | Ferschweiler Straße 12, 14, 15, 16 Lage                           | Ende des 18. und 19. Jahrhundert | Gruppe von Bauernhöfen, die im Süden des Ortes im ausgehenden 18. und 19. Jahrhundert errichtet wurden | BW                             |
| Denkmalzone Mühle                  | Mühlenweg 9/9a Lage                                               | 1784                             | ehemalige Mühle; Flurküchenhaus mit Kniestock bezeichnet 1784, Mühlengebäude bezeichnet 1819, Wirtschaftsgebäude aus dem zweiten Viertel des 19. Jahrhunderts, Stauwehr, Abschlaggraben; Sägewerk 1860/70 | weitere Bilder Fotos hochladen |
| Denkmalzone Oberdorf               | Oberdorf 8–22 Lage                                                | 19. und 20. Jahrhundert          | dicht bebauter Abschnitt der Straße Oberdorf mit Hofanlagen aus dem 19. bis frühen 20. Jahrhundert (Nr. 8 mit 1808 bezeichneter Scheune, Nr. 9 bezeichnet 1820, Nr. 10/11 Doppelhaus, bezeichnet 1802 und 1812, 1820 zusammengefasst, Nr. 16 wohl frühes 19. Jahrhundert, Nr. 17 bezeichnet 1792, 1911 Umbau) | BW                             |
| Denkmalzone Römische Villa rustica | südöstlich des Ortes Lage                                         | 2. Jahrhundert n. Chr.           | Römische Villa mit symmetrischem Grundriss, 2. Jahrhundert, Säulenreste der Portikus; bis in die Latènezeit reichendes Fundmaterial | weitere Bilder Fotos hochladen |

## Einzeldenkmäler
| Bezeichnung                                          | Lage                                 | Baujahr                             | Beschreibung | Bild                           |
| ---------------------------------------------------- | ------------------------------------ | ----------------------------------- | --- | ------------------------------ |
| Glashütte                                            | Auf der Hütte ohne Nummer Lage       | um 1769                             | Ruine des Hüttengebäudes; Rundbau, Rotsandstein; Keller und Wand des ehemaligen Lagerhauses; um 1769                                                                                 | BW                             |
| Haus des Glasmeisters                                | Auf der Hütte 1 Lage                 | 1794                                | ehemaliges Haus des Glasmeisters; eineinhalbgeschossiger Krüppelwalmdachbau, bezeichnet 1794                                                                                         | BW                             |
| Schloss Holsthum                                     | Ferschweilerstraße 2 Lage            | 1789                                | herrschaftliches Wohnhaus; Putzbau mit Mansarddach mit Krüppelwalm, bezeichnet 1789, Scheune 1845, rundbogig gegliederter Pferdestall, vor 1862, Garten mit terrassierten Obstwiesen | weitere Bilder Fotos hochladen |
| Verwaltungsgebäude                                   | Ferschweilerstraße 3 Lage            | vor 1800                            | Verwaltungsgebäude der ehemaligen Glashütte; Krüppelwalmdachbau, kurz vor 1800, Wirtschaftsgebäude                                                                                   | Fotos hochladen                |
| Schleiferei                                          | Ferschweilerstraße, neben Nr. 3 Lage | um 1800                             | Schleiferei der ehemaligen Glashütte; industrielles Fertigungsgebäude mit Walmdach                                                                                                   | Fotos hochladen                |
| Hofanlage                                            | Ferschweilerstraße 14 Lage           | 1794                                | Streckhof, bezeichnet 1794, Stallanbau wohl bauzeitlich | BW                             |
| Kaufhaus                                             | Mühlenweg 5 Lage                     | erstes Viertel des 19. Jahrhunderts | großvolumiger Putzbau, erstes Viertel des 19. Jahrhunderts, 1901 Umbau zum Kaufhaus; straßenbildprägend                                                                              | BW                             |
| Katholische Pfarrkirche Maria Himmelfahrt und Rochus | Oberdorf Lage                        | 1810                                | Saalbau, bezeichnet 1810, 1949/50 und 1966 instand gesetzt, mit Querbau erweitert und umorientiert; im Kirchhof Grabmal Familie Laeis, um 1880 von Steinmetz Hess, Neuerburg         | weitere Bilder Fotos hochladen |
| Mariensäule                                          | Oberdorf Lage                        | um 1920                             | neugotische Muttergottes mit Kind auf antikisierender Säule, um 1920 | Fotos hochladen                |
| Portal                                               | Oberdorf, an Nr. 9 Lage              | 1820                                | Portal, bezeichnet 1720, richtig wohl 1820 | Fotos hochladen                |
| Notariat                                             | Oberdorf 12 Lage                     | 1805                                | ehemaliges Notariat; Wohnhaus, Kniestock mit Lünetten, bezeichnet 1805; straßenbildprägend                                                                                           | BW                             |
| Wohnhaus                                             | Oberdorf 18 Lage                     | 1792                                | fünfachsiges Wohnhaus, bezeichnet 1792 | BW                             |
| Dorfgemeinschaftshaus                                | Schulstraße 4 Lage                   | 1922/23                             | ehemalige Schule; Putzbau auf Quadersockel, Reformarchitektur, 1922/23 | BW                             |
| Kapelle St. Rochus                                   | östlich des Ortes an der L 2 Lage    | 1866                                | Putzbau, bezeichnet 1866 | BW                             |
| Gräberfeld                                           | südwestlich des Ortes Lage           | 2. Jahrhundert n. Chr.              | zwei gallorömische Gräbergruppen, 2. Jahrhundert, Sandstein-Aschenkisten | BW                             |